# Loco (vodum)
Loco, Loko ou Atinmé-vodun ("o vodum dentro da árvore") é um vodum do candomblé jeje. Representa o primeiro ser sagrado do mundo, por isso considerado o primogênito de Mawu e Lissá, muito embora Sapatá seja, muitas vezes, reconhecido com esta atribuição. Loko é cultuado em toda parte: tanto pode ser um jivodum, como um aivodum, assim como também tovodum e Henuvodum. Os Vodunces de Loko que são chamados de Lokosi, em muitos casos, têm os cabelos raspados apenas na metade esquerda do crânio. 

## Árvores
Os Atinmé-vodun podem habitar diferentes espécies de árvores, mas suas favoritas são mesmo o lokotin (gameleira-branca, no Brasil; Milicia excelsa, na África) e o huntin (Ceiba pentandra, conhecida no Brasil como sumaúma-de-várzea). Pode, também, eleger outras como o detin (Elaeis guineensis, o dendezeiro), o kpentin (Carica papaya, o mamoeiro) etc. Cacciatore (1977:165) relata que diferentes espécies foram usadas para representar o vodum Loco da nação Jeje.

## Associações com outras divindades africanas
Loco é, popularmente, correlacionado com o orixá Iroco na tradição Queto, e o inquice Tempo na tradição Angola.